# Spanje op het wereldkampioenschap voetbal 2006
Spanje was een van de landen die mee deden aan het Wereldkampioenschap voetbal 2006 in Duitsland. Het zat in een poule met Oekraïne, Tunesië en Saoedi-Arabië. Het was de twaalfde keer dat Spanje mee deed aan een WK. Het meest succesvolle optreden was toentertijd in 1950, toen de vierde plaats werd behaald. Bij de voorgaande editie, in 2002, werd Spanje in de kwartfinale uitgeschakeld.

## Kwalificatie
Als lid van de UEFA moest Spanje zich zien te kwalificeren via de voorrondes in Europa. Aan de hand van in het verleden behaalde resultaten en een loting werden acht groepen samengesteld. Spanje kwam in de zevende groep terecht met België, Bosnië en Herzegovina, Litouwen, San Marino en Servië-Montenegro. Elk land speelde twee keer tegen elk ander land in dezelfde groep, zowel uit als thuis. De groepswinnaar was direct gekwalificeerd, terwijl de nummer twee een extra play-off duel moest spelen tegen de nummer twee uit een andere groep. Alleen de twee beste landen die op de tweede plaats eindigden kregen direct toegang tot het eindtoernooi in Duitsland.
Spanje wist zich via de groepsfase niet te plaatsen voor het WK 2006. Servië-Montenegro behaalde in tien wedstrijden twee punten meer dan de Spanjaarden, waardoor Spanje op de tweede plaats eindigde. Via de play-offs tegen Slowakije behaalde Spanje alsnog een plaats op het WK 2006 door thuis in Madrid met 5–1 te winnen en uit met 1–1 gelijk te spelen.

### Groepswedstrijden
| Bosnië en Herzegovina | 1 – 1 | Spanje                |
| Spanje                | 2 – 0 | België                |
| Litouwen              | 0 – 0 | Spanje                |
| Spanje                | 5 – 0 | San Marino            |
| Servië en Montenegro  | 0 – 0 | Spanje                |
| Spanje                | 1 – 0 | Litouwen              |
| Spanje                | 1 – 1 | Bosnië en Herzegovina |
| Spanje                | 1 – 1 | Servië en Montenegro  |
| België                | 0 – 2 | Spanje                |
| San Marino            | 0 – 6 | Spanje                |

### Eindstand Groep 7
| Land                  | wed. | W | G | V  | DV | DT | +/- | Ptn |
| --------------------- | ---- | - | - | -- | -- | -- | --- | --- |
| Servië en Montenegro  | 10   | 6 | 4 | 0  | 16 | 1  | 15  | 22  |
| Spanje                | 10   | 5 | 5 | 0  | 19 | 3  | 16  | 20  |
| Bosnië en Herzegovina | 10   | 4 | 4 | 2  | 12 | 9  | 3   | 16  |
| België                | 10   | 3 | 3 | 4  | 16 | 11 | 5   | 12  |
| Litouwen              | 10   | 2 | 4 | 4  | 8  | 9  | -1  | 10  |
| San Marino            | 10   | 0 | 0 | 10 | 2  | 40 | -38 | 0   |

### Play-offs
12 november, 2005
| Spanje                                              | 5 - 1 | Slowakije | Estadio Vicente Calderón, Madrid |
| Luis García 10, 18, 74 Torres (pen) 65 Morientes 79 |       | Németh 49 | Estadio Vicente Calderón, Madrid |

16 november, 2005
| Slowakije  | 1 - 1 | Spanje   | Tehelné pole, Bratislava |
| Holosko 50 |       | Villa 71 | Tehelné pole, Bratislava |

## Groep H
Spanje was zoals zo vaak outsider voor de titel, de bejaarde coach Luis Aragonés besloot eindelijk voor de jongere generatie te kiezen, spelers als Xavi en Xabi Alonso hadden nu wel een basisplaats, spelers als Andrés Iniesta en de nog 19-jarige Cesc Fàbregas debuteerden in het nationale team. Het was tekenend dat aanvoerder en belangrijkste speler van zijn generatie Raúl nauwelijks nog een basisplaats had, Aragonés gaf regelmatig de voorkeur aan David Villa en Fernando Torres. Tegen Oekraïne gaf dit team zijn visite-kaartje af, met 4-0 werd het vooraf hoog ingeschatte land opgerold, Villa scoorde tweemaal, Torres eenmaal, Raúl zat op de bank. Tegen Tunesië ging het stukken moeilijker, een kwartier voor tijd brak reserve Raúl de ban met de gelijkmaker, uiteindelijk won Spanje met 3-1 door twee doelpunten van Fernando Torres.
Oekraïne herstelde zich met een 4-0 overwinning op Soedi Arabië, de wedstrijd tegen Tunesië was nu beslissend voor plaatsing voor de achtste finales, Tunesië moest winnen. Aangezien beide teams vooral bedreven waren in defensief en angstig spel viel er weinig te genieten, de wedstrijd werd in het voordeel van Oekraïne beslist dankzij een benutte strafschop van Andrij Sjevtsjenko na een door hem uitgelokte strafschop. Bij Saoedi-Arabië namen doelman Mohamed Al-Deayea en aanvaller Sami Al-Jaber afscheid van het nationale team, ze hadden beiden meer dan 150 interlands gespeeld.
| Land          | Wed | Win | Gel | Ver | DV | DT | +/− | Pnt |
| ------------- | --- | --- | --- | --- | -- | -- | --- | --- |
| Spanje        | 3   | 3   | 0   | 0   | 8  | 1  | 7   | 9   |
| Oekraïne      | 3   | 2   | 0   | 1   | 5  | 4  | 1   | 6   |
| Tunesië       | 3   | 0   | 1   | 2   | 3  | 6  | −3  | 1   |
| Saoedi-Arabië | 3   | 0   | 1   | 2   | 2  | 7  | −5  | 1   |

|                                               |                                             |       |          |                                                                              |
| 14 juni 2006 «onderlinge duels» 15:00 (UTC+2) | Spanje                                      | 4 – 0 | Oekraïne | Zentralstadion, Leipzig Toeschouwers: 43.000 Scheidsrechter: Massimo Busacca |
| 14 juni 2006 «onderlinge duels» 15:00 (UTC+2) | Alonso 13' Villa 17' (pen.), 48' Torres 81' |       |          | Zentralstadion, Leipzig Toeschouwers: 43.000 Scheidsrechter: Massimo Busacca |

|                                               |                        |       |                             |                                                                         |
| 14 juni 2006 «onderlinge duels» 18:00 (UTC+2) | Tunesië                | 2 – 2 | Saoedi-Arabië               | Allianz Arena, München Toeschouwers: 66.000 Scheidsrechter: Mark Shield |
| 14 juni 2006 «onderlinge duels» 18:00 (UTC+2) | Jaziri 23' Jaïdi 90+2' |       | 57' Al Qahtani 84' Al-Jaber | Allianz Arena, München Toeschouwers: 66.000 Scheidsrechter: Mark Shield |

|                                               |               |                                                      |          |                                                                     |
| 19 juni 2006 «onderlinge duels» 18:00 (UTC+2) | Saoedi-Arabië | 0 – 4                                                | Oekraïne | AOL Arena, Hamburg Toeschouwers: 50.000 Scheidsrechter: Graham Poll |
| 19 juni 2006 «onderlinge duels» 18:00 (UTC+2) |               | 4' Rusol 36' Rebrov 46' Sjevtsjenko 84' Kalinichenko |          | AOL Arena, Hamburg Toeschouwers: 50.000 Scheidsrechter: Graham Poll |

|                                               |                                 |       |          |                                                                                       |
| 19 juni 2006 «onderlinge duels» 21:00 (UTC+2) | Spanje                          | 3 – 1 | Tunesië  | Gottlieb-Daimler-Stadion, Stuttgart Toeschouwers: 52.000 Scheidsrechter: Carlos Simon |
| 19 juni 2006 «onderlinge duels» 21:00 (UTC+2) | Raúl 71' Torres 76' (pen.), 90' |       | 8' Mnari | Gottlieb-Daimler-Stadion, Stuttgart Toeschouwers: 52.000 Scheidsrechter: Carlos Simon |

|                                               |               |             |        |                                                                                        |
| 23 juni 2006 «onderlinge duels» 16:00 (UTC+2) | Saoedi-Arabië | 0 – 1       | Spanje | Fritz-Walter-Stadion, Kaiserslautern Toeschouwers: 46.000 Scheidsrechter: Coffi Codjia |
| 23 juni 2006 «onderlinge duels» 16:00 (UTC+2) |               | 36' Juanito |        | Fritz-Walter-Stadion, Kaiserslautern Toeschouwers: 46.000 Scheidsrechter: Coffi Codjia |

|                                               |                        |       |         |                                                                              |
| 23 juni 2006 «onderlinge duels» 16:00 (UTC+2) | Oekraïne               | 1 – 0 | Tunesië | Olympiastadion, Berlijn Toeschouwers: 72.000 Scheidsrechter: Carlos Amarilla |
| 23 juni 2006 «onderlinge duels» 16:00 (UTC+2) | Sjevtsjenko 70' (pen.) |       |         | Olympiastadion, Berlijn Toeschouwers: 72.000 Scheidsrechter: Carlos Amarilla |

### Achtste finale
27 juni 2006
| Spanje | 1 - 3 | Frankrijk | AWD-Arena, Hannover |

## Wedstrijden gedetailleerd
WK voetbal 2006 (Groep H) Spanje - Oekraïne
WK voetbal 2006 (Groep H) Spanje - Tunesië
WK voetbal 2006 (Groep H) Saoedi-Arabië - Spanje
WK voetbal 2006 (1/8e finale) Spanje - Frankrijk

## Opmerkingen
1. ↑  https://www.nu.nl/sport/754690/spanje-geeft-visitekaartje-af.html
2. ↑  http://news.bbc.co.uk/sport2/hi/football/world_cup_2006/4853264.stm
3. ↑  https://www.vi.nl/nieuws/de-hoogtepunten-van-oekranetunesi
4. ↑  https://www.standaard.be/cnt/dmf23062006_088

RFEF · A-internationals · Selecties · Bondscoaches · Spaans vrouwenelftal · Olympisch elftal · Spanje U21 · Spanje U20 · Spanje U19 · Spanje U18 · Spanje U17 · Spanje U16 · Vrouwen U17
1920 – 1929 ·
1930 – 1939 ·
1940 – 1949 ·
1950 – 1959 ·
1960 – 1969 ·
1970 – 1979 ·
1980 – 1989 ·
1990 – 1999 ·
2000 – 2009 ·
2010 – 2019 ·
2020 − 2029
EK's: 1964 · 
1980 · 
1984 · 
1988 · 
1996 · 
2000 · 
2004 · 
2008 · 
2012 · 
2016 · 
2020 · 
2024
WK's: 1934 · 
1950 · 
1962 · 
1966 · 
1978 · 
1982 · 
1986 · 
1990 · 
1994 · 
1998 · 
2002 · 
2006 · 
2010 · 
2014 · 
2018 · 
2022
OS: 1920 ·
1924 · 
1928 · 
1968 · 
1976 · 
1980 · 
1992 · 
1996 · 
2000 · 
2012 ·
2020
1920 · 
1921 · 
1922 · 
1923 · 
1924 · 
1925 · 
1926 · 
1927 · 
1928 · 
1929 · 
1930 · 
1931 · 
1932 · 
1933 · 
1934 · 
1935 · 
1936 · 
1937 · 1939 · 1940 · 
1941 · 
1942 · 
1943 · 1944 · 
1945 · 
1946 · 
1947 · 
1948 · 
1949 · 
1950 · 
1952 · 
1952 · 
1953 · 
1954 · 
1955 · 
1956 · 
1957 · 
1958 · 
1959 · 
1960 · 
1961 · 
1962 · 
1963 · 
1964 · 
1965 · 
1966 · 
1967 · 
1968 · 
1969 · 
1970 · 
1971 · 
1972 · 
1973 · 
1974 · 
1975 · 
1976 · 
1977 · 
1978 · 
1979 · 
1980 · 
1981 · 
1982 · 
1983 · 
1984 · 
1985 · 
1986 · 
1987 · 
1988 · 
1989 · 
1990 · 
1991 · 
1992 · 
1993 · 
1994 · 
1995 · 
1996 · 
1997 · 
1998 · 
1999 · 
2000 · 
2001 · 
2002 · 
2003 · 
2004 · 
2005 · 
2006 · 
2007 · 
2008 · 
2009 · 
2010 · 
2011 · 
2012 · 
2013 ·
2014 ·
2015 ·
2016 ·
2017 ·
2018 ·
2019 ·
2020 ·
2021 ·
2022
Albanië ·
Algerije ·
Andorra ·
Argentinië ·
Armenië ·
Australië ·
Azerbeidzjan ·
België ·
Bolivia ·
Bosnië en Herzegovina ·
Brazilië ·
Bulgarije ·
Canada ·
Chili ·
China ·
Colombia ·
Costa Rica ·
Cyprus ·
DDR ·
Denemarken ·
Duitsland ·
Ecuador ·
Egypte ·
El Salvador ·
Engeland ·
Estland ·
Equatoriaal-Guinea · 
Faeröer ·
Finland ·
Frankrijk ·
GOS ·
Georgië ·
Griekenland ·
Haïti ·
Honduras ·
Hongarije ·
Ierland ·
IJsland ·
Irak ·
Iran ·
Israël ·
Italië ·
Ivoorkust ·
Japan ·
Joegoslavië ·
Jordanië ·
Kosovo ·
Kroatië ·
Letland ·
Liechtenstein ·
Litouwen ·
Luxemburg ·
Malta ·
Marokko ·
Mexico ·
Nederland ·
Nieuw-Zeeland ·
Nigeria ·
Noord-Ierland ·
Noord-Macedonië ·
Noorwegen ·
Oekraïne ·
Oostenrijk ·
Panama ·
Paraguay ·
Peru ·
Polen ·
Portugal ·
Puerto Rico ·
Roemenië ·
Rusland ·
San Marino ·
Saoedi-Arabië ·
Schotland ·
Servië ·
Servië en Montenegro ·
Slovenië ·
Slowakije ·
Sovjet-Unie ·
Tahiti ·
Tsjechië ·
Tsjecho-Slowakije ·
Tunesië ·
Turkije ·
Uruguay ·
Venezuela ·
Verenigde Staten ·
Wales ·
Wit-Rusland ·
Zuid-Afrika ·
Zuid-Korea ·
Zweden ·
Zwitserland
Australië (2014) ·
Brazilië (2013) ·
Chili (2010) ·
Chili (2014) ·
Costa Rica (2022) ·
Duitsland (2008) ·
Duitsland (2022) ·
Engeland (1982) ·
Engeland (2024) ·
Frankrijk (1984) ·
Frankrijk (2006) ·
Frankrijk (2012) ·
Frankrijk (2021) ·
Griekenland (2008) ·
Honduras (2010) ·
Ierland (2012) ·
Iran (2018) ·
Italië (2008) ·
Italië (2012, 1) ·
Italië (2012, 2) ·
Italië (2016) ·
Italië (2021) ·
Japan (2022) ·
Kroatië (2012) ·
Kroatië (2021) ·
Marokko (2018) ·
Marokko (2022) ·
Nederland (2010) ·
Nederland (2014) ·
Oekraïne (2006) ·
Paraguay (2002) ·
Polen (2021) ·
Portugal (2012) ·
Portugal (2018) ·
Rusland (2008, 1) ·
Rusland (2008, 2) ·
Rusland (2018) ·
Saoedi-Arabië (2006) ·
Slovenië (2002) ·
Slowakije (2021) ·
Sovjet-Unie (1964) ·
Tsjechië (2016) ·
Tunesië (2006) ·
Turkije (2016) ·
West-Duitsland (1982) ·
Zuid-Afrika (2002) ·
Zweden (2008) ·
Zweden (2021) ·
Zwitserland (2010) ·
Zwitserland (2021)